# Beckmannia
Genre
Classification APG III (2009)
Beckmannia est un genre végétal de la famille des Poaceae.

## Liste d'espèces
Selon World Checklist of Selected Plant Families (WCSP) (30 nov. 2011), NCBI (30 nov. 2011) et ITIS (30 nov. 2011) :
- Beckmannia eruciformis (L.) Host 1805
- Beckmannia syzigachne (Steud.) Fernald 1928